# Remilly-sur-Tille
Remilly-sur-Tille település Franciaországban, Côte-d’Or megyében. Lakosainak száma 979 fő (2022. január 1.). Remilly-sur-Tille Arc-sur-Tille, Cessey-sur-Tille, Chambeire, Binges, Bressey-sur-Tille és Tellecey községekkel határos.

## Népesség
A település népessége az elmúlt években az alábbi módon változott:
| Lakosok száma | 314  | 433  | 686  | 803  | 812  | 872  | 878  | 892  | 899  | 979  |
|               | 1968 | 1982 | 1990 | 2006 | 2013 | 2015 | 2017 | 2019 | 2020 | 2022 |